# Stritiwka
Stritiwka (ukr. Стрітівка) – wieś na Ukrainie, w obwodzie kijowskim, w rejonie obuchowskim, w hromadzie Rzyszczów. W 2022 liczyła 563 mieszkańców, 563 wskazało jako ojczysty język ukraiński.